# アーデル・ヤーノシュ
アーデル・ヤーノシュ（ハンガリー語: Áder János、ハンガリー語発音: [aːdɛr jaːnoʃ]、1959年5月9日 - ）は、ハンガリーの政治家。2012年5月10日より2期10年間、同国大統領を務めた。

## 経歴

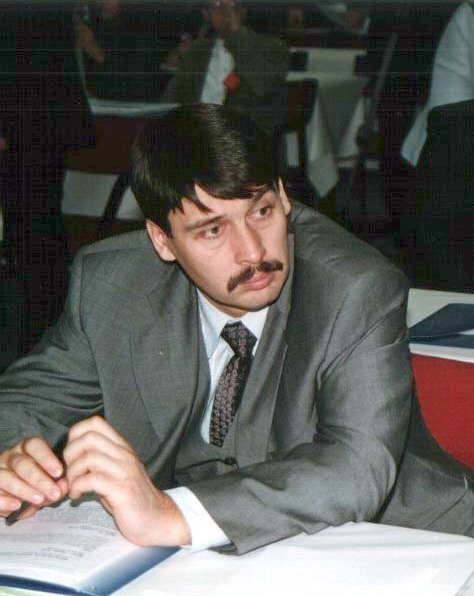
アーデル・ヤーノシュ（2000年）

ジェール・モション・ショプロン県の小さな町チョルナで育つ。1978年から5年間、ブダペストのエトヴェシュ・ロラーンド大学法学部で法律を学ぶ。1986年から1990年まで、ハンガリー科学アカデミー社会学研究所研究員を務めた。
民主化勢力の緩やかな連合体であったフィデス＝ハンガリー市民同盟の結成に参画し、法律のエキスパートとして関わる。ハンガリーにおける一党独裁体制を終焉させた、1989年の円卓会議にも参加した。
1990年と1994年の総選挙で、フィデスの選挙キャンペーンを統べる。国民議会議員を1990年から2009年まで、議長を1998年から2002年までそれぞれ務めた。国内の司法制度改革案や選挙法案の作成にも助力した。
2009年欧州議会議員選挙で欧州議会議員に当選する。
2012年4月16日、フィデスとオルバーン・ヴィクトル首相から、辞任したシュミット・パール大統領の後任に指名される。それから5月2日の選出を経て、5月10日に正式に着任。新憲法が同年の1月1日に施行されてから、最初に就任した大統領となった。2017年3月13日に議会によって大統領に再選。2022年5月10日に2期10年の任期を終え大統領を退任した。

## 私生活
裁判官の妻ヘルツェグ・アニタとの間に、1男3女がいる。アーデルの義父にあたるヘルツェグ・ゲーザは、1993年から2003年までハーグの国際司法裁判所裁判官であった。